# Samostan v Voronețu
Samostan je srednjeveški samostan v romunski vasi Voroneț, ki je zdaj del mesta Gura Humorului. To je eden od znanih poslikanih samostanov iz južne Bukovine v okrožju Suceava. Samostan je zgradil Stefan Veliki leta 1488 v treh mescih in treh tednih v spomin na zmago v bitki pri Vasluiu. Freske so znane kot Sikstinska kapela na vzhodu, narisane so v močnem modrem odtenku, v Romuniji jo imenujejo »voroneško modra«.
Samostan je južno od mesta Gura Humorului v okrožju Suceava v dolini reke Voroneț. Legenda o izvoru cerkve združuje dva človeka, ki sta pomembna za romunsko zgodovino: ustanovitelja samostana Stefana Velikega in prvega opata samostana svetega Daniela Puščavnika. V samostanu je grobnica svetega Daniela.
Cerkev je ena od moldavskih poslikanih cerkev, ki je na seznamu Unescove svetovne dediščine.

## Zgodovina
Starost samostana ni znana. Po legendi je Stefan Veliki v krizi med vojno proti osmanskim Turkom prišel k Danielu Puščavniku na njegov dom v Voronețu in ga prosil za nasvet. Daniel mu je rekel, naj se ne preda v boju, po zmagi pa naj zgradi samostan, posvečen svetemu Juriju . Na izvirnem vhodu nad cerkvijo svetega Jurija, ki je zdaj v zunanjem narteksu, je napis :
Jaz, vojvoda Stefan, milostni vladar Moldavije, sin Bogdana, sem začel graditi samostan Voroneț v slavo svetega in znanega svetega Jurija, velikega in zmagovitega mučenika v ponedeljek, 26. maja leta 6996,  po binkoštih in ga končal istega leta, septembra 1488.
Cerkev je bila zgrajena v tlorisu tetrakonha (s tremi apsidami), prezbiterijem, naosom s stolpom in pronaosom.
Leta 1547 je metropolit moldavski škof Grigorie Roșca dodal zunanji narteks na zahodni konec cerkve in poslikal zunanje stene, kar je napisano na levi strani vhodnih vrat:
Po volji Očeta in pomoči Sina ter izpolnitvi svetega Duha in z velikimi bolečinami, ki jih trpel verni kralj Jurij, metropolit kneževine Moldavije, je bila dodana ta veranda in zunanjost celotne cerkve je bila poslikana za njegovo dušo leta 7055 (1547).
V samostanu so nadgrobni spomeniki, ki spominjajo na svetnika Daniela Puščavnika, Gregoria Roșco in druge pokrovitelje cerkve in plemiče.
Voroneț je bil znan po svoji šoli kaligrafije, v kateri so se duhovniki, menihi in bratje naučili branja, pisanja in prevajanja verskih besedil. Ohranili sta se dve pomembni kopiji prevodov Biblije: Vorontski kodeks (Codicelui voronțean), odkrit leta 1871, in Vorontski psalter (Psaltirei voronțene), najden leta 1882. Hranijo ju na romunski akademiji.
Samostan je bil zapuščen kmalu po letu 1775, ko je habsburški monarh priključil severni del Moldavije. Samostanska skupnost se je vrnila v Voroneț leta 1991. Zgradili so stanovanja za  nune, kapelo, fontane, hleve, skednje in hišo za romarje.

## Cerkev
Glavna cerkev svetega Jurija v samostanu Voroneț je verjetno najbolj znana cerkev v Romuniji. Po svetu je znana po svojih zunanjih freskah, svetlih in intenzivnih barvah ter na stotine dobro ohranjenih slikah, ki so postavljene nad  azurnim ozadjem. Majhna okna s kovinskimi prečkami in neizrazitimi konicami ali oboki notranjih okvirov vrat so gotski. Južna in severna vrata zunanjega narteksa iz leta 1547 imajo pravokotni okvir in  označujejo prehodno obdobje od gotike do renesanse. Toda nad njimi je na vsaki steni visoko okno z razkošnim gotskim lokom. Celotno zahodno pročelje je brez odprtin, kar kaže, da je metropolit Rosca od začetka načrtoval freske.
Na severni fasadi je še vedno vidna prvotna dekoracija cerkve, vrste keramičnih emajliranih plošč v rumeni, rjavi in zeleni barvi, reliefno okrašene. Med njimi so heraldični motivi, kot so divji lev in turova glava moldavskega grba in bitja, ki jih navdihuje zahodnoevropska srednjeveška književnost, kot so morske sirene. Stolp je okrašen s šestnajstimi visokimi nišami, od katerih imajo štiri okna. Vrsta majhnih niš obkroža stolp nad njimi. Streha verjetno sledi obliki prvotne strehe, ki je bila brez dvoma izdelana s skodlami.

## Slike
- Cerkev svetega Jurija v samostanu
- Poslikane zunanje stene
- Pokopališče
- Zunanjost oltarja
- Poslikana zahodna stena
- Detajl slike